# The Following Morning
The Following Morning é um álbum do contrabaixista e compositor alemão Eberhard Weber, gravado em 1976 e lançado pela gravadora ECM.

## Lista de faixas
| N.º            | Título                  | Compositor(es) | Duração |  |
| 1.             | "T. on a White Horse"   | Eberhard Weber | 10:14   |  |
| 2.             | "Moana I"               | Eberhard Weber | 10:56   |  |
| 3.             | "The Following Morning" | Eberhard Weber | 12:06   |  |
| 4.             | "Moana II"              | Eberhard Weber | 7:45    |  |
| Duração total: | Duração total:          | Duração total: | 40:48   |  |

## Ficha técnica
- Eberhard Weber - baixo
- Rainer Brüninghaus - piano
- Orquestra Filarmônica de Oslo - violoncelo, trompa, oboé